# 王基 (嘉靖進士)
王基（1538年—1607年），字啓亨，號對滄，山東青州左衛軍籍登州府菜陽縣人，明朝政治人物。

## 生平
山東鄉試第六十一名舉人。嘉靖四十四年（1565年）中式乙丑科會試第四百名，二甲第二十一名進士。户部观政，本年八月授户部主事，隆慶二年（1568年）八月升员外，三年二月升郎中，五年正月升两浙運同，六年十一月升大同知府，万历五年（1577年）二月升山西副使，八年正月升本省参政。十一年六月復除山西左参政，十三年闰九月升湖广按察使，管苏松兵备事，十五年七月升浙江右布政使，十六年正月升本司左布政，七月升右副都御史、巡抚大同，十八年八月升兵部右侍郎，十九年九月升左侍郎，二十年以試炮傷了面颊，告病归。二十六年八月起南京刑部右侍郎，加授正議大夫、資治尹。三十二年九月升南京户部尚书、兼右副都御史总督粮储，三十三年七月以科道拾遗致仕。三十五年十一月卒。

## 家族
曾祖王嵩；祖父王南玉，贈通議大夫兵部左侍郎；父王士先，庠生、累贈通議大夫兵部左侍郎；母鄒氏，累封太宜人，贈淑人。弟王业、王堪，俱庠生。